# كارل يوهانسون (مجدف)
كارل يوهانسون (بالفنلندية: Karl-Erik Johansson)‏ هو مجدف فنلندي، ولد في 10 فبراير 1924 في Porvoon maalaiskunta ‏ في فنلندا، وتوفي في 26 أغسطس 1987.

## وصلات خارجية
- كارل يوهانسون على موقع الاتحاد الدولي للتجديف (الإنجليزية)
- كارل يوهانسون على موقع اللجنة الأولمبية الدولية (الإنجليزية)
- كارل يوهانسون على موقع أوليمبيديا (الإنجليزية)